# Silvio Moser
Silvio Moser (* 24. April 1941 in Zürich; † 26. Mai 1974 in Locarno) war ein Schweizer Automobilrennfahrer.

## Karriere
Moser startete als Privatfahrer zwischen 1967 und 1971 in der Formel 1. Bei acht seiner zwölf Formel-1-Starts fiel er vorzeitig aus, nur vier Rennen absolvierte er über die volle Distanz. Bei zwei dieser vier Rennen erreichte er WM-Punkte:
- 5. Platz beim Großen Preis der Niederlande 1968
- 6. Platz beim Großen Preis der USA 1969

Infolge seiner am 25. April 1974 bei einem Unfall im 1000-km-Sportwagenrennen in Monza erlittenen Verletzungen starb Moser am 26. Mai 1974. In der 144. Runde des Rennens hatte Moser in der Ascari-Schikane die Herrschaft über einen 2-Liter-Lola T294 verloren und war mit hohem Tempo gegen den in der Auslaufzone stehenden March 75S geprallt, den Gabriele Serblin nach einem Getriebeschaden dort geparkt hatte. Moser hatte schwere Kopfverletzungen erlitten und war mit einem Rettungswagen in das Ospedale Niguarda Ca’ Granda nach Mailand gekommen, wo er noch am Abend operiert worden war. Die Familie hatte ihn wenige Tage später in eine Klinik nach Locarno verlegen lassen, wo weitere Operationen folgten. Silvio Moser starb 31 Tage nach dem Rennen an den Spätfolgen des Unfalls.

## Statistik

### Ergebnisse in der Formel-1-Weltmeisterschaft
| Jahr | Team                      | Fahrzeug      | Motor                    | 1   | 2   | 3   | 4   | 5   | 6   | 7   | 8   | 9   | 10  | 11  | 12  | 13  | Platzierung | Punkte |
| ---- | ------------------------- | ------------- | ------------------------ | --- | --- | --- | --- | --- | --- | --- | --- | --- | --- | --- | --- | --- | ----------- | ------ |
| 1966 | Silvio Moser Racing Team  | Brabham BT16  | Ford Cosworth SCA 1.0 L4 | MON | BEL | FRA | GBR | NED | GER | ITA | USA | MEX |     |     |     |     | NC          | 0      |
| 1966 | Silvio Moser Racing Team  | Brabham BT16  | Ford Cosworth SCA 1.0 L4 |     | DNS |     |     |     |     |     |     |     |     |     |     |     | NC          | 0      |
| 1967 | Charles Vögele Racing     | Cooper T77    | ATS 2.7 V8               | RSA | MON | NED | BEL | FRA | GBR | GER | CAN | ITA | USA | MEX |     |     | NC          | 0      |
| 1967 | Charles Vögele Racing     | Cooper T77    | ATS 2.7 V8               |     | DNF |     |     |     |     |     |     |     |     |     |     |     | NC          | 0      |
| 1968 | Charles Vögele Racing     | Brabham BT20  | Repco 620 3.0 V8         | RSA | ESP | MON | BEL | NED | FRA | GBR | GER | ITA | CAN | USA | MEX |     | 23          | 2      |
| 1968 | Charles Vögele Racing     | Brabham BT20  | Repco 620 3.0 V8         |     |     | DNQ |     | 5   |     | NC  | DNS | DNQ |     |     |     |     | 23          | 2      |
| 1969 | Silvio Moser Racing Team  | Brabham BT24  | Ford Cosworth DFV 3.0 V8 | RSA | ESP | MON | NED | FRA | GBR | GER | ITA | CAN | USA | MEX |     |     | 16          | 1      |
| 1969 | Silvio Moser Racing Team  | Brabham BT24  | Ford Cosworth DFV 3.0 V8 |     |     | DNF | DNF | 7   |     |     | DNF | DNF | 6   | 11  |     |     | 16          | 1      |
| 1970 | Silvio Moser Racing Team  | Bellasi F1 70 | Ford Cosworth DFV 3.0 V8 | RSA | ESP | MON | BEL | NED | FRA | GBR | GER | AUT | ITA | CAN | USA | MEX | NC          | 0      |
| 1970 | Silvio Moser Racing Team  | Bellasi F1 70 | Ford Cosworth DFV 3.0 V8 |     |     |     |     | DNQ | DNQ |     | DNQ | DNF | DNQ |     |     |     | NC          | 0      |
| 1971 | Jolly Club of Switzerland | Bellasi F1 70 | Ford Cosworth DFV 3.0 V8 | RSA | ESP | MON | NED | FRA | GBR | GER | AUT | ITA | CAN | USA |     |     | NC          | 0      |
| 1971 | Jolly Club of Switzerland | Bellasi F1 70 | Ford Cosworth DFV 3.0 V8 |     |     |     |     | DNF |     |     |     |     |     |     |     |     | NC          | 0      |

| Legende  | Legende            | Legende                                                          |
| Farbe    | Abkürzung          | Bedeutung                                                        |
| -------- | ------------------ | ---------------------------------------------------------------- |
| Gold     | –                  | Sieg                                                             |
| Silber   | –                  | 2. Platz                                                         |
| Bronze   | –                  | 3. Platz                                                         |
| Grün     | –                  | Platzierung in den Punkten                                       |
| Blau     | –                  | Klassifiziert außerhalb der Punkteränge                          |
| Violett  | DNF                | Rennen nicht beendet (did not finish)                            |
| Violett  | NC                 | nicht klassifiziert (not classified)                             |
| Rot      | DNQ                | nicht qualifiziert (did not qualify)                             |
| Rot      | DNPQ               | in Vorqualifikation gescheitert (did not pre-qualify)            |
| Schwarz  | DSQ                | disqualifiziert (disqualified)                                   |
| Weiß     | DNS                | nicht am Start (did not start)                                   |
| Weiß     | WD                 | zurückgezogen (withdrawn)                                        |
| Hellblau | PO                 | nur am Training teilgenommen (practiced only)                    |
| Hellblau | TD                 | Freitags-Testfahrer (test driver)                                |
| ohne     | DNP                | nicht am Training teilgenommen (did not practice)                |
| ohne     | INJ                | verletzt oder krank (injured)                                    |
| ohne     | EX                 | ausgeschlossen (excluded)                                        |
| ohne     | DNA                | nicht erschienen (did not arrive)                                |
| ohne     | C                  | Rennen abgesagt (cancelled)                                      |
| ohne     | keine WM-Teilnahme |                                                                  |
| sonstige | P/fett             | Pole-Position                                                    |
| sonstige | 1/2/3/4/5/6/7/8    | Punktplatzierung im Sprint-/Qualifikationsrennen                 |
| sonstige | SR/kursiv          | Schnellste Rennrunde                                             |
| sonstige | *                  | nicht im Ziel, aufgrund der zurückgelegten Distanz aber gewertet |
| sonstige | ()                 | Streichresultate                                                 |
| sonstige | unterstrichen      | Führender in der Gesamtwertung                                   |

### Sebring-Ergebnisse
| Jahr | Team                 | Fahrzeug      | Teamkollege  | Platzierung | Ausfallgrund |
| ---- | -------------------- | ------------- | ------------ | ----------- | ------------ |
| 1965 | Bizzarini Automobili | Iso Grifo A3C | Mario Casoni | Ausfall     | Unfall       |

### Einzelergebnisse in der Sportwagen-Weltmeisterschaft
| Saison | Team                          | Rennwagen            | 1   | 2   | 3   | 4   | 5   | 6   | 7   | 8   | 9   | 10  | 11  | 12  | 13  | 14  | 15  | 16  | 17  | 18  | 19  | 20  | 21  | 22  |
| ------ | ----------------------------- | -------------------- | --- | --- | --- | --- | --- | --- | --- | --- | --- | --- | --- | --- | --- | --- | --- | --- | --- | --- | --- | --- | --- | --- |
| 1963   |                               | Alfa Romeo Giulietta | DAY | SEB | SEB | TAR | SPA | MAI | NÜR | CON | ROS | LEM | MON | WIS | TAV | FRE | CCE | RTT | OVI | NÜR | MON | MON | TDF | BRI |
| 1963   |                               | Alfa Romeo Giulietta |     |     |     |     |     |     |     |     |     |     |     |     |     |     |     | 5   |     |     |     |     |     |     |
| 1964   | Silvio Moser Foitek           | Alfa Romeo TZ        | DAY | SEB | TAR | MON | SPA | CON | NÜR | ROS | LEM | REI | FRE | CCE | RTT | SIM | NÜR | MON | TDF | BRI | BRI | PAR |     |     |
| 1964   | Silvio Moser Foitek           | Alfa Romeo TZ        |     |     |     |     |     |     |     |     |     |     |     |     |     |     |     | 6   |     |     |     | 15  |     |     |
| 1965   | Bizzarrini                    | Iso Grifo            | DAY | SEB | BOL | MON | MON | RTT | TAR | SPA | NÜR | MUG | ROS | LEM | REI | BOZ | FRE | CCE | OVI | NÜR | BRI | BRI |     |     |
| 1965   | Bizzarrini                    | Iso Grifo            | DNF |     |     |     |     |     |     |     |     |     |     |     |     |     |     |     |     |     |     |     |     |     |
| 1967   |                               | Alfa Romeo GTA       | DAY | SEB | MON | SPA | TAR | NÜR | LEM | HOK | MUG | BRH | CCE | ZEL | OVI | NÜR |     |     |     |     |     |     |     |     |
| 1967   |                               | Alfa Romeo GTA       |     |     |     |     |     | 7   |     |     |     |     |     |     |     |     |     |     |     |     |     |     |     |     |
| 1969   | Piccionaia Racing             | Porsche 907          | DAY | SEB | BRH | MON | TAR | SPA | NÜR | LEM | WAT | ZEL |     |     |     |     |     |     |     |     |     |     |     |     |
| 1969   | Piccionaia Racing             | Porsche 907          |     |     |     | 14  |     |     |     |     |     |     |     |     |     |     |     |     |     |     |     |     |     |     |
| 1972   | Antonio Nicodemi Jolly Club   | Lola T290            | BUA | DAY | SEB | BRH | MON | SPA | TAR | NÜR | LEM | ZEL | WAT |     |     |     |     |     |     |     |     |     |     |     |
| 1972   | Antonio Nicodemi Jolly Club   | Lola T290            |     |     |     |     |     |     | DNF |     |     | DNF |     |     |     |     |     |     |     |     |     |     |     |     |
| 1973   | Antonio Nicodemi Silvio Moser | Lola T290            | DAY | VAL | DIJ | MON | SPA | TAR | NÜR | LEM | ZEL | WAT |     |     |     |     |     |     |     |     |     |     |     |     |
| 1973   | Antonio Nicodemi Silvio Moser | Lola T290            |     |     |     |     |     | 5   |     |     | DNF |     |     |     |     |     |     |     |     |     |     |     |     |     |
| 1974   | Bretscher Racing              | Lola T294            | MON | SPA | NÜR | IMO | LEM | ZEL | WAT | LEC | BRH | KYA |     |     |     |     |     |     |     |     |     |     |     |     |
| 1974   | Bretscher Racing              | Lola T294            | 16  |     |     |     |     |     |     |     |     |     |     |     |     |     |     |     |     |     |     |     |     |     |

## Galerie

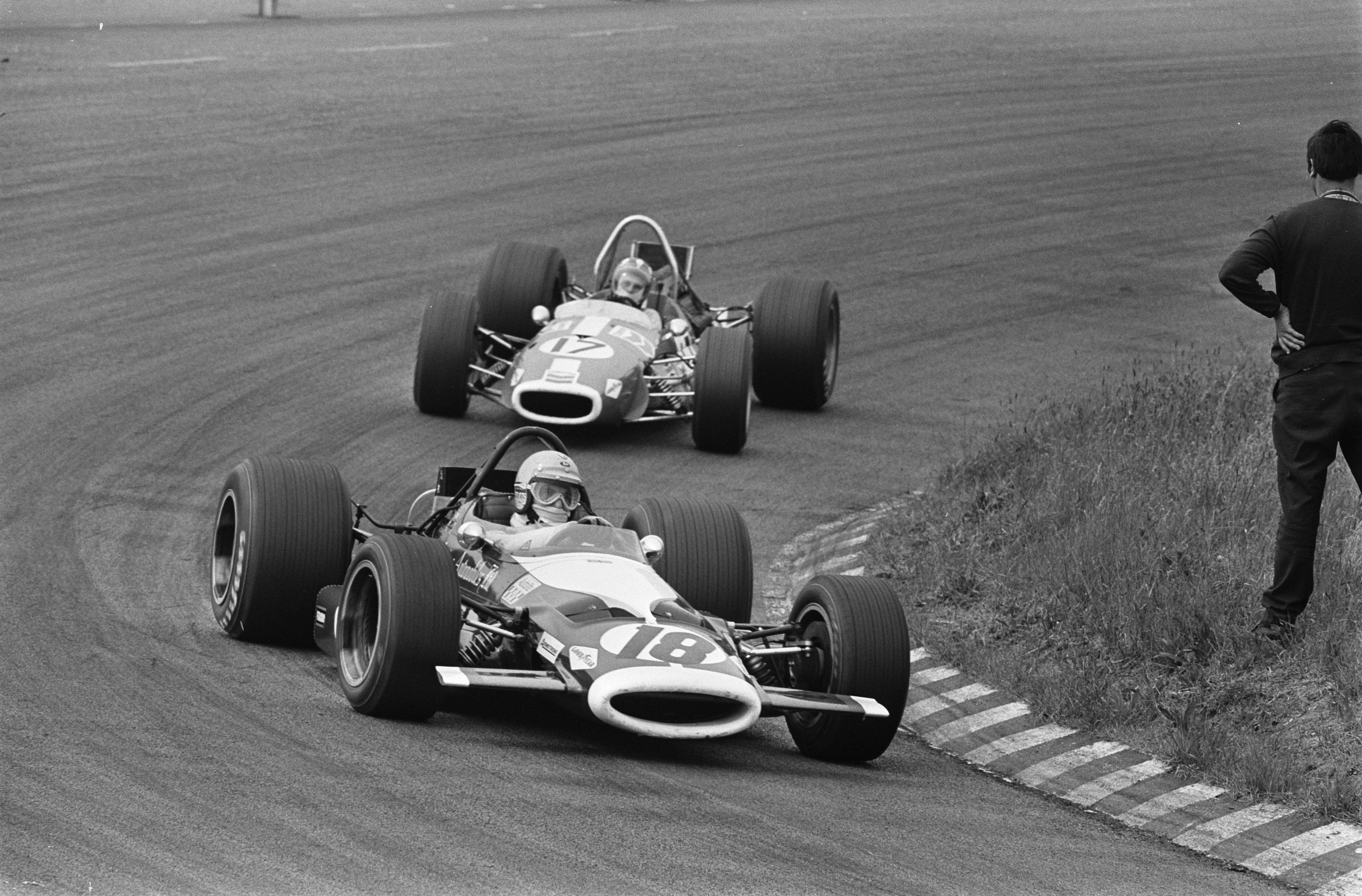
Vic Elford (No.18) und Silvio Moser im Brabham BT24 beim GP der Niederlande (1969)
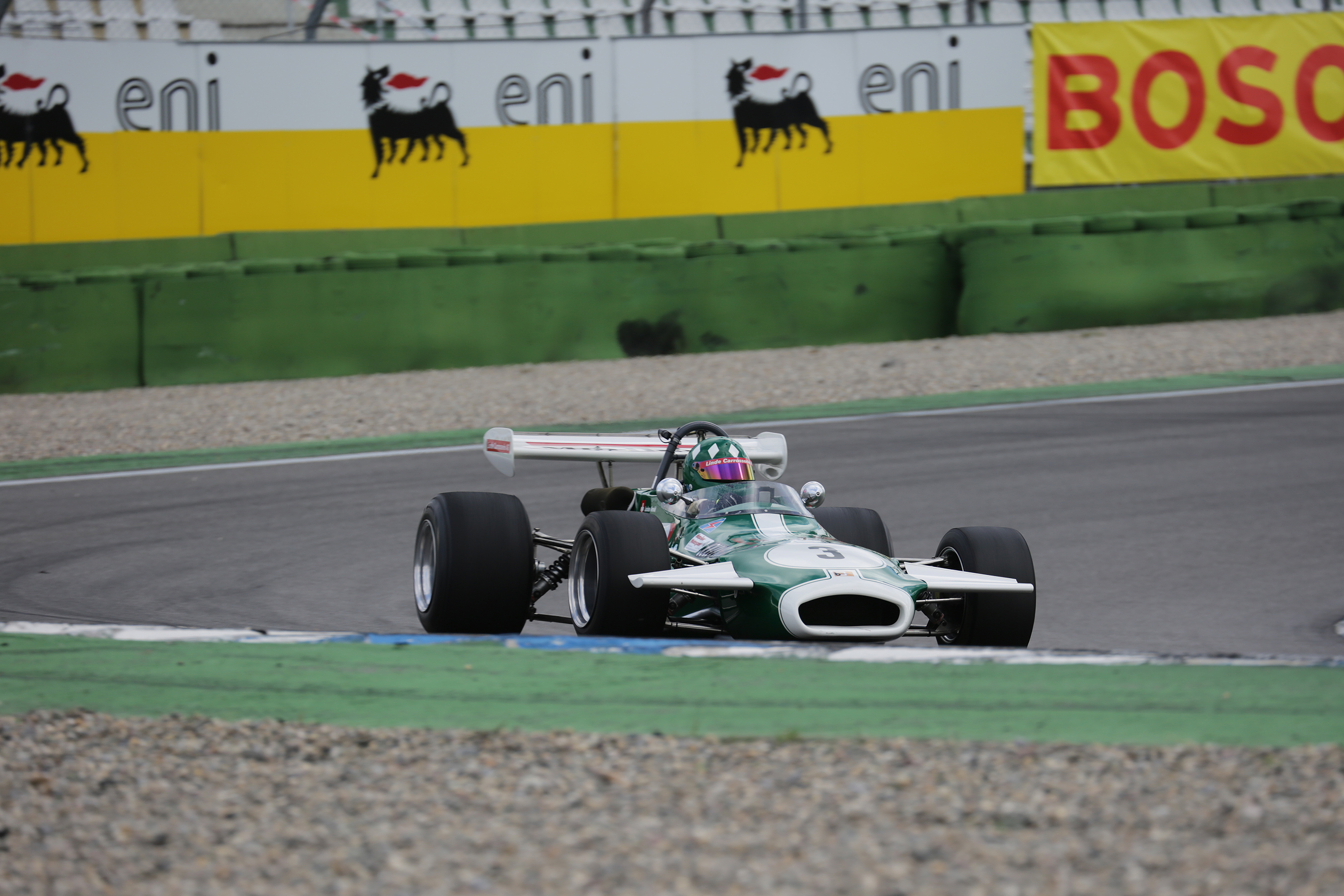
Ex Silvio Moser Brabham BT36/11 (Historische Formel 2), Hockenheim Historic (2021)